# Uruguai (stacja metra)
Uruguai – stacja końcowa metra w Rio de Janeiro, na linii 1. Zlokalizowana jest za stacją Saens Peña. Została otwarta 15 marca 2014. Stacja obsługuje obszar Tijuca.